# Consoles de jeux vidéo de deuxième génération
 (décembre 2018).
Si vous disposez d'ouvrages ou d'articles de référence ou si vous connaissez des sites web de qualité traitant du thème abordé ici, merci de compléter l'article en donnant les références utiles à sa vérifiabilité et en les liant à la section « Notes et références ».
Dans l'histoire des consoles de jeux vidéo, la deuxième génération commence avec la Fairchild Channel F en 1976, jusqu'au krach du jeu vidéo de 1983,.

## Les consoles 8 bits
Pour les premières consoles, le programme du jeu est codé "en dur" (sans possibilité de le modifier) dans les composants électroniques utilisant des fonctions logiques. Un autre jeu non prévu au départ ne peut donc pas fonctionner sans devoir changer la machine en entier.
Dans le milieu des années 1970, des jeux vidéo apparaissent sur cartouche, de nouveaux jeux peuvent alors fonctionner sur une console. Les programmes sont inscrits sur des puces à mémoire morte qui sont à l'intérieur de cartouches en plastique s'insérant dans des ports de la console. Quand les cartouches sont insérées, le microprocesseur lit leur mémoire et lance le programme trouvé. Au lieu d'être confinés à une sélection de jeux fixés à leur console, les joueurs peuvent désormais n'acheter qu'une sélection suivant leurs goûts.
La Fairchild VES est la première console basée sur les cartouches. Créée par Fairchild Semiconductor, elle sort en août 1976. Quand Atari produit son Atari VCS l'année d'après, Fairchild renomme rapidement sa console : Fairchild Channel F. Plus tard, Atari renomme elle aussi sa console en Atari 2600. Neuf jeux sortent sur ce support lors de la saison des vacances. Parmi les premières consoles, l'Atari 2600 devient la plus populaire.
En 1978, Magnavox lance lui aussi sa console à cartouches, l'Odyssey², aux États-Unis d'Amérique ainsi qu'au Canada. Philips lance cette console renommée Philips G7000 dans plusieurs pays européens. Bien qu'elle ne devint jamais aussi populaire que l'Atari 2600, plusieurs millions d'unités ont été vendues de 1978 à 1983.
Activision est créée en 1979 par des programmeurs d'Atari mécontents. Ces derniers choisirent le nom d'Activision pour être toujours devant Atari dans l'ordre alphabétique. C'est la première entreprise développeuse tierce de jeux vidéo. De nombreux développeurs suivirent leur exemple dans les années suivantes.
L'Intellivision, introduite par Mattel en 1980, contient un processeur unique avec des instructions de 10 bits et des registres de 16 bits. Pourtant l'ère des consoles 16 bits ne viendra que bien plus tard. L'Intellivision, proposant des graphismes supérieurs à sa vieille concurrente l'Atari 2600, connaît le succès.
Le Vectrex est une console unique à son époque, c'est la seule à proposer des dessins vectoriels. 1982 est l'année qui voit le jour de la Colecovision, une console encore plus puissante, ses ventes décollent grâce à une politique de marketing rusé. En effet Coleco passe un accord avec Nintendo pour que les portages sur les consoles concurrentes soient moins beaux; de plus ils développèrent eux-mêmes des jeux intentionnellement moins aboutis sur d'autres consoles, dans le but de faire croire au public que la Colecovision était la console la plus puissante sur le marché.
Le succès des premières consoles est largement influencé par les ports de leurs jeux sur arcade. L'Atari 2600 est la première avec Space Invaders, la Colecovision a Donkey Kong. Les premières cartouches sont des mémoires mortes de 2 ko pour l'Atari 2600, de 4 ko pour l'Intellivision. Cette limite augmente progressivement de 1978 à 1983, jusqu'à 16 ko pour ces deux consoles et 32 ko pour la Colecovision. La technique du Bank switching est nécessaire pour que les plus grosses cartouches fonctionnent. Elle permet à deux parties d'un même programme d'utiliser la même adresse mémoire.
Le prix élevé de la mémoire vive limite pour un temps les consoles qui doivent se contenter généralement de moins d'un kilooctet. Bien que les capacités des cartouches augmentent régulièrement, la limite de la RAM est importante et tous les jeux doivent s'en accommoder.
En 1982, de nombreux jeux créés par des développeurs tiers moins bien
préparés qu'Activision, inondent les magasins. En partie à cause de cette saturation, et de la présence de trois consoles majeures sur le marché, l'intérêt des clients s'effondre. Durant toute l'année 1983, l'industrie du jeu vidéo est au plus bas. Cette année est connue dans le monde du jeu vidéo par le krach du jeu vidéo de 1983.

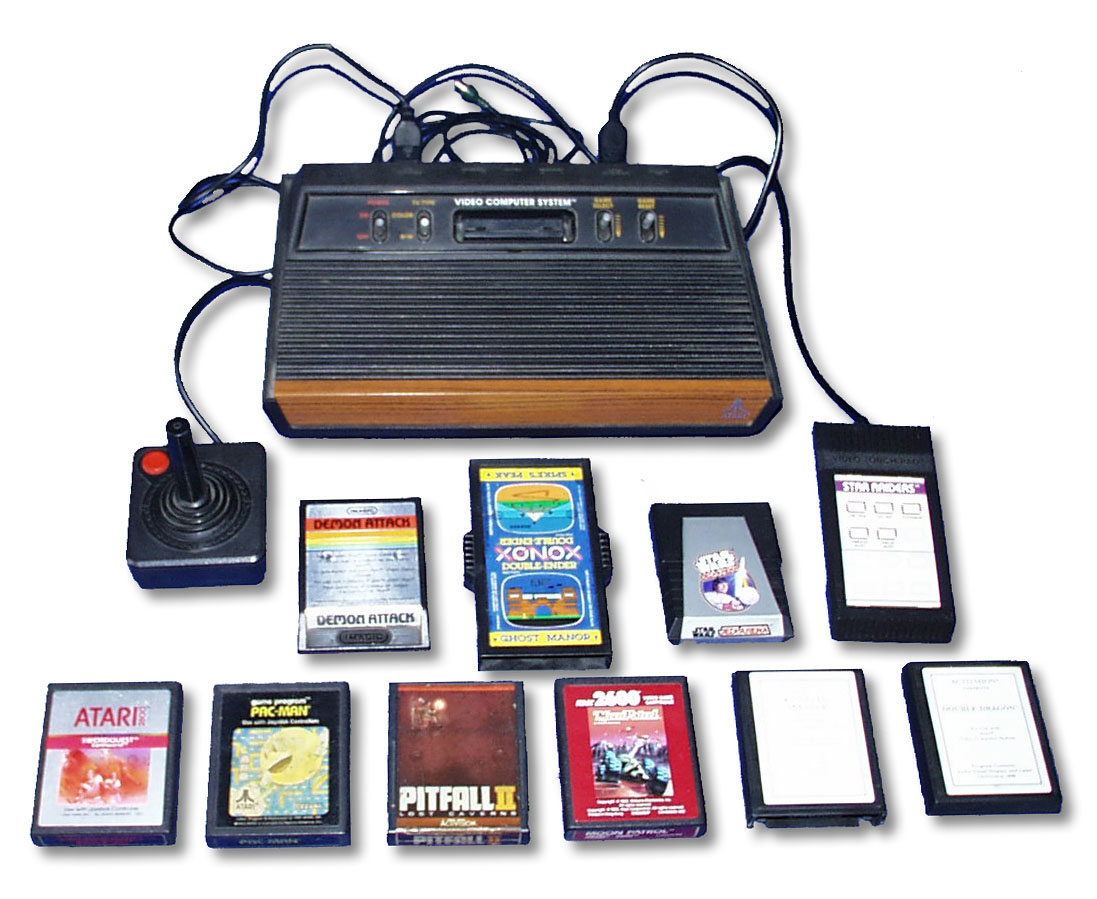
L'Atari 2600
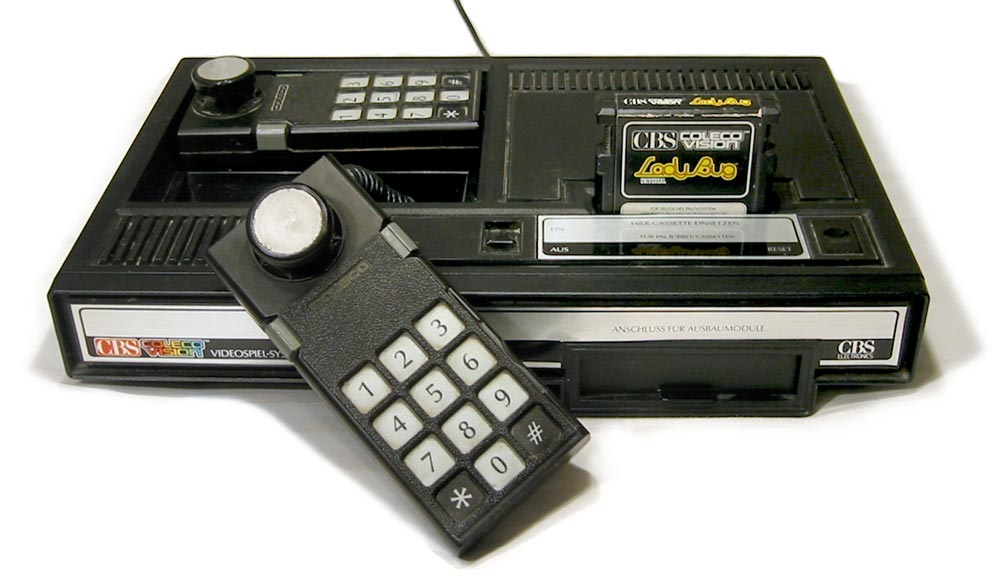
La Colecovision

## Les consoles portables

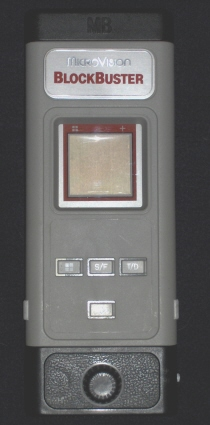
Console Microvision, avec une cartouche BlockBuster (Casse Brique)

La première console portable avec des cartouches changeables est la Microvision créée par Smith Engineering et distribuée par Milton-Bradley en 1979. Affublée d'un écran LCD fragile et un faible choix de jeux, sa production est stoppée deux ans plus tard[réf. nécessaire].
Dès 1977 l'Atari 2600 affiche 40x192 soit 1,60 fois plus de pixels que la Epoch Game Pocket Computer sorti en 1984 au Japon (LCD 75x64). La Epoch se vendant mal, seulement cinq jeux sont développés.
Les premières consoles portables de Nintendo sont les Game and Watch. Produit dès 1980, ces consoles rencontreront un succès phénoménal.

## Consoles
Les consoles de deuxième génération sont APF-M1000, APF Imagination Machine, Atari 2600, Atari 5200, Bally Astrocade, ColecoVision, Entex Adventure Vision, Epoch Cassette Vision, Fairchild Channel F, Hanimex SD-070 Couleur, Hanimex TVG 070C, Home Arcade, Home Vision, Interton VC4000/1292 Advanced Programmable Video System, Intellivision, RCA Studio II, Super Vision 8000, Vectrex, Videopac, VTech CreatiVision.

## Franchises
Les franchises les plus célèbres débutées à cette époque sont Asteroids, Breakout, Defender, Donkey Kong, Frogger, Mario Bros., Mr. Do!, Pac-Man, Pitfall!, Space Invaders, Spy Hunter et Tempest.